# 2017년 웨스트민스터 테러
| 국적           | 사망 | 부상 |
| -------------- | ---- | ---- |
| 영국           | 4*   | 12   |
| 미국           | 1    | 1    |
| 오스트레일리아 | 0    | 1    |
| 칠레           | 0    | 1    |
| 프랑스         | 0    | 3    |
| 그리스         | 0    | 2    |
| 이탈리아       | 0    | 2    |
| 아일랜드       | 0    | 3    |
| 폴란드         | 0    | 1    |
| 포르투갈       | 0    | 1    |
| 루마니아       | 0    | 2    |
| 대한민국       | 0    | 4    |
| 불명           | 0    | 8    |
| 총계           | 5*   | ~40  |
| *테러범 포함   |      |      |

2017년 웨스트민스터 테러는 2017년 3월 22일 오후 2시 45분(그리니치 평균시), 영국 런던의 웨스트민스터 다리에서 벌어진 테러 사건이다.
2017년 웨스트민스터 테러의 용의자는 웨스트민스터 궁전 바로 앞의 웨스터민스터 다리에서 승용차를 타고 인도로 돌진해 사람들을 덮친 뒤, 흉기를 휘두르며 궁전 안으로 진입하려다 제압당했다. 이 테러로 최소 5명이 사망하고 40명이 다쳤다.

## 공격
2017년 3월 22일 14:40분 경 (UTC), 웨스트민스터 교를 건너던 한 회색 현대자동차 차량이 보행자에게 돌진하여 다수의 부상자를 발생시켰다. 부상자 중 한 명인 한 여성은 다리 가장자리의 난간을 넘어 템스강으로 추락하여 심각한 부상을 입었다. 차량은 영국 국회 의사당 담장으로 돌진하였다.
그리고는 검은 옷을 입은 운전자 남성이 차량을 빠져나와 뉴 팰러스 야드(New Palace Yard)로 들어가 키스 파머(Keith Palmer) 순경을 칼로 찔렀다. 파머 순경은 광역경찰청에서 15년 동안 근무한 경력이 있었고, 영국 육군에서 왕립 포병대에 소속되어 있었다. 두 명의 사복 경찰이 남자에게 발포하고, 남자를 소생시키려 하였으나 용의자는 부상으로 사망하였다. 현장에 있던 외무부 정무 차관이자 하원 의원인 토바이어스 엘우드(엘우드의 동생도 발리 폭탄 테러로 사망하였다.)는 파머 순경을 살리려 노력했으나 결국 파머 순경은 숨졌다.

## 같이 보기
- 다우닝 가 박격포격